# Odžak (Šipovo)
Odžak (szerbül: Оџак) falu Bosznia-Hercegovinában, Bosanska krajina területén, a Szerb Köztársaságban, Šipovo községben. Odžak falunak a Szerb Köztársaság területéhez került kis, lakatlan része.

## Fekvése
Bosznia-Hercegovina közép-nyugati részén, Banja Lukától légvonalban 67, közúton 102 km-re délre, községközpontjától légvonalban 16 km-re, közúton 40 km-re délnyugatra található. 

## Népessége
| Nemzetiségi csoport | Népesség 1991 | Népesség 2013 |
| ------------------- | ------------- | ------------- |
| Szerb               | 48            | 0             |
| Bosnyák             | 4             | 0             |
| Horvát              | 0             | 0             |
| Jugoszláv           | 2             | 0             |
| Egyéb               | 0             | 0             |
| Összesen            | 54            | 0             |

## Története
A település 1878-ig tartozott az Oszmán Birodalomhoz, majd az Osztrák-Magyar Monarchia része lett. A monarchia szétesésével 1918-ben előbb a Szerb-Horvát-Szlovén Királyság, majd 1929-től a Jugoszláv Királyság része. Jugoszlávia megszállása után a falu a Független Horvát Állam (NDH) része lett. 1945-től a település a szocialista Jugoszlávia része volt.
A településen az 1991-es népszámlálás adatai szerint 54-en éltek. A Bosznia-Hercegovinában zajló polgárháború idején a Visoko Krajina többi településéhez hasonlóan a Boszniai Szerb Köztársaság része volt. A területén 1995 szeptemberéig nem volt háborús hadművelet, ekkor azonban a település területét a Horvát Köztársaság fegyveres ereje megszállta. A horvát csapatok elől a lakosság többsége elmenekült. A daytoni tárgyalások és a daytoni békemegállapodás aláírása után a település nagyobb része a Bosznia-hercegovinai Föderációhoz, Glamoč községhez került, míg egy kisebb, lakatlan része visszakerült a Szerb Köztársasághoz, azon belül Šipovo községhez.